# Svenska Akademiens ordbok

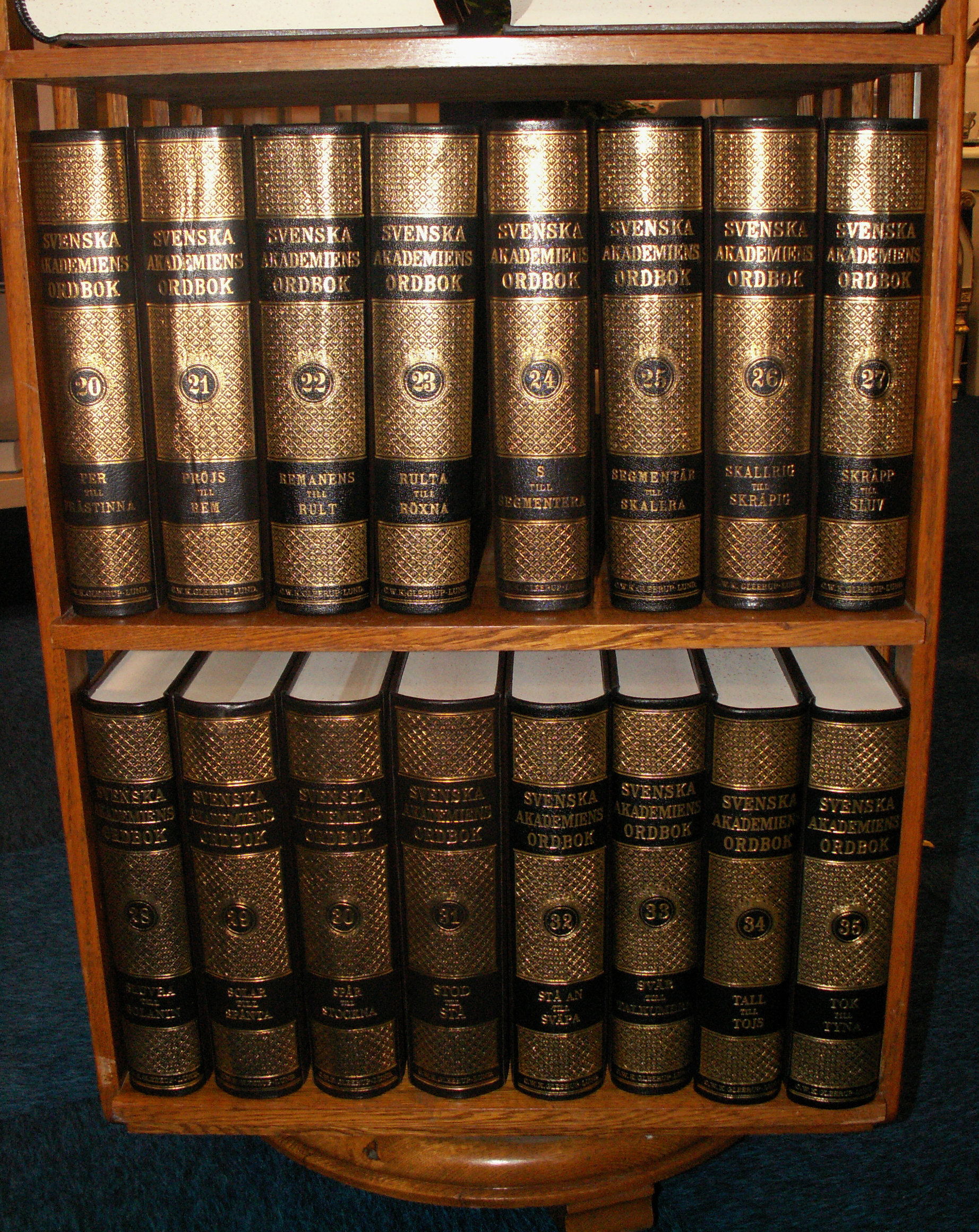
Alcuni volumi dello Svenska Akademiens ordbok

Lo Svenska Akademiens ordbok (SAOB; ˈsvɛ̂nːska akadɛˈmiːns ˈûːɖbuːk) è un dizionario storico della lingua svedese edito dall'Accademia svedese. Si tratta della controparte svedese dell'Oxford English Dictionary (OED) o del Deutsches Wörterbuch (DWB).
La prima edizione consta di 39 volumi in ordine alfabetico svedese per un totale di 33.111 pagine. La compilazione del dizionario venne avviata già nel 1787, ma i lavori per la pubblicazione iniziarono effettivamente nel 1883; il primo volume venne stampato nel 1893, mentre l'ultimo è stato pubblicato nel 2023. Per via di questo lungo lasso temporale di pubblicazione durato 140 anni (durante il quale hanno lavorato a tempo pieno 137 redattori), è stato programmato un aggiornamento fino al 2030 per i volumi comprendenti i vocaboli dalla lettera A alla lettera R.
Di questo dizionario storico sono state stampate circa 200 copie cartacee. La versione web consultabile online è disponibile dal 1997. Le citazioni risalgono al 1521. 